# Barbados van A tot Z

Locatie van Barbados

## A
American University of Integrative Sciences -
Andromeda Botanic Gardens - 
Owen Arthur

## B
Bajan (taal) ·
Banks (bier) ·
Barbadiaanse dollar ·
Barbadiaanse mannenhockeyploeg ·
Barbadiaans voetbalelftal ·
Barbados ·
Barbadosdikbekje ·
Barbados Labour Party ·
Barbados Nationaal Stadion ·
Barbados op de Gemenebestspelen ·
Barbados op de Olympische Jeugdzomerspelen 2010 ·
Barbados op de Olympische Spelen ·
Barbados op de Olympische Zomerspelen 1968/1972/1984/1988/1992/1996/2000/2004/2008/2012/2016 ·
Barbados op de Paralympische Spelen ·
Barbados op de Paralympische Zomerspelen 2012 ·
Barbados Open ·
Bathsheba ·
Andrea Blackett ·
Stede Bonnet ·
Ryan Brathwaite ·
Bridgetown ·
Bussa

## C
Caribbean Cup 1989 ·
Caribbean Cup 2005 ·
Caribbean Tourism Organization ·
Christ Church ·
Constitution Rivier

## D
Democratic Labour Party

## F
Lorna Forde

## G
Sue Gardner -
Geschiedenis van Barbados -
Gibbons -
Grantley Adams International Airport

## H
Holetown

## I
Kerryann Ifill - 
In Plenty and In Time of Need -
ISO 3166-2:BB

## J
Stephen Jones

## K
Katholieke Kerk in Barbados -
Jesse Kelly

## L
Lijst van gouverneurs-generaal van Barbados -
Lijst van premiers van Barbados -
Lijst van rivieren in Barbados -
Lijst van spelers van het Barbadiaanse voetbalelftal -
Lijst van staatshoofden en premiers van Barbados -
Lijst van voetbalinterlands Aruba - Barbados -
Lijst van voetbalinterlands Barbados - Belize -
Lijst van voetbalinterlands Barbados - Bermuda -
Lijst van voetbalinterlands Barbados - Britse Maagdeneilanden -
Lijst van voetbalinterlands Barbados - Canada -
Lijst van voetbalinterlands Barbados - Costa Rica -
Lijst van voetbalinterlands Barbados - Cuba -
Lijst van voetbalinterlands Barbados - Curaçao -
Lijst van voetbalinterlands Barbados - Dominica -
Lijst van voetbalinterlands Barbados - Finland -
Lijst van voetbalinterlands Barbados - Grenada -
Lijst van voetbalinterlands Barbados - Guyana -
Lijst van voetbalinterlands Barbados - Haïti -
Lijst van voetbalinterlands Barbados - Jamaica -
Lijst van voetbalinterlands Barbados - Kaaimaneilanden -
Lijst van voetbalinterlands Barbados - Montserrat -
Lijst van voetbalinterlands Barbados - Noord-Ierland -
Lijst van voetbalinterlands Barbados - Puerto Rico -
Lijst van voetbalinterlands Barbados - Saint Kitts en Nevis -
Lijst van voetbalinterlands Barbados - Saint Lucia -
Lijst van voetbalinterlands Barbados - Saint Vincent en de Grenadines -
Lijst van voetbalinterlands Barbados - Suriname -
Lijst van voetbalinterlands Barbados - Trinidad en Tobago -
Lijst van voetbalinterlands Barbados - Verenigde Staten -
Lijst van voetbalinterlands Barbados - Zweden

## M
Malibu (drank) - Mia Mottley

## N
Nationaal Stadion -
National Democratic Party

## O
Oistins -
Orde van Barbados -
Orde van de Broeders van de Eer -
Orde van Sint-Andreas

## P
Parishes van Barbados

## R
Rayvon -
Rihanna

## S
Saint Andrew -
Saint George -
Saint James -
Saint John -
Saint Joseph -
Saint Lucy -
Saint Michael -
Saint Peter -
Saint Philip -
Saint Thomas -
Lloyd Erskine Sandiford -
Shontelle -
James Sisnett -
Slag om de Caraïbische Zee -
Speightstown -
Freundel Stuart

## T
Tetracheilostoma carlae -
The Merrymen -
Obadele Thompson

## U
University of the West Indies

## V
Gregory Vanderpool -
Vlag van Barbados

## W
Wapen van Barbados